# Východoněmecká mužská házenkářská reprezentace
Východoněmecká házenkářská reprezentace mužů reprezentuje NDR na mezinárodních házenkářských akcích, jako je mistrovství světa nebo mistrovství Evropy.

## Mistrovství světa
| Rok/pořádající země | Účast                           |
| ------------------- | ------------------------------- |
| MS 1961 SRN         | Bez účasti                      |
| MS 1964 ČSSR        | 10. místo                       |
| MS 1967 Švédsko     | 9. místo                        |
| MS 1970 Francie     | Stříbrná medaile                |
| MS 1974 NDR         | Stříbrná medaile                |
| MS 1978 Dánsko      | Bronzová medaile                |
| MS 1982 SRN         | 6. místo                        |
| MS 1986 Švýcarsko   | Bronzová medaile                |
| MS 1990 ČSFR        | 8. místo                        |
| Celkem              | Účast – 8× · – 0× · – 2× · – 2× |

## Olympijské hry
| Rok/pořádající země  | Účast                           |
| -------------------- | ------------------------------- |
| LOH 1972 Mnichov     | 4. místo                        |
| LOH 1976 Montreal    | Bez účasti                      |
| LOH 1980 Moskva      | Zlatá medaile                   |
| LOH 1984 Los Angeles | Bez účasti                      |
| LOH 1988 Soul        | 7. místo                        |
| LOH 1992 Barcelona   | Bez účasti                      |
| Celkem               | Účast – 3× · – 1× · – 0× · – 0× |